# Emmanuel Hugot
Emmanuel H. Hugot, né en 1981, est un astrophysicien français spécialisé dans le développement de nouvelles techniques destinées à la recherche en astrophysique.

## Biographie
C'est en 2008 qu'il obtient son doctorat en soutenant une thèse, intitulée Optique astronomique et élasticité : l'optique active dans la perspective des télescopes géants et de l'instrumentation du futur, à l'université d'Aix-Marseille. En Mars 2008, il publie un premier article dans la revue Applied Optics portant sur le principe d'actionneur unique pour les déformations de miroirs. En 2010, il entre au CNRS. En 2015, il est nommé responsable du groupe « Recherche et développement optique et instrumentation » du LAM, le Laboratoire d'astrophysique de Marseille, groupe qu'il dirige et fait croître durant quatre années, comptant une trentaine de personnes en 2019. Ses domaines de prédilection sont l'optique active, les optiques asphériques et les détecteurs courbes. Les technologies développées par son équipe sont utilisées notamment sur l'instrument SPHERE monté sur le Très Grand Télescope (VLT) de l'ESO au Chili.

## Prix et récompenses
En 2014, il reçoit le prix « jeune chercheur » de la Société française d'astronomie et d'astrophysique. En 2015, il obtient du Conseil européen de la recherche une bourse d’excellence pour son projet Icarus (Innovative Compact Architectures for Research and Universe Sensing). En 2017 la  Société européenne d'astronomie lui décerne le prix MERAC dans la catégorie « nouvelles technologies » pour "son travail pionnier sur l'instrumentation astronomique basée sur des systèmes actifs, des optiques asphériques et des détecteurs a plans focaux incurvés". En cette même année 2017, il se voit décerner la médaille de bronze du CNRS. En 2020, c'est l'Académie des technologies qui lui décerne le prestigieux Prix Jean Jerphagnon, récompensant les jeunes scientifiques qui souhaitent se lancer dans l'entrepreneuriat.